# صفحه تیمور
صفحه تیمور (انگلیسی: Timor Plate) یک صفحه زمین‌ساختی کوچک در جنوب شرق آسیا است که جزیره تیمور و جزیره‌های پیرامون آن بر روی این صفحه قرار دارند. صفحه استرالیا در حال فرورانش به زیر کناره جنوبی صفحه تیمور است، در حالی که یک مرز واگرا در حاشیه شرقی آن وجود دارد. مرز همگرای دیگری نیز در مرز صفحه تیمور و صفحه دریای باندا در سمت شمال وجود دارد. مرز غربی این صفحه با یک گسل ترادیس مشخص می‌سازد.